# Abadia de Vallbona (Vaubona)
L'Abadia de Vallbona també anomenada antigament abadia de Notre-Dame, és una abadia del segle xiii situada a Vaubona dins el departament francès d'Alps Marítims. Està sota la invocació de sant Blasi.

## Història
El 1199 els monjos de l'ordre de Chalais es van traslladar a la vall de la Brague. El bisbe d'Antibes Olivier va autoritzar el seu abat William per a construir una església, que va demanar a la comunitat que s'hi instal·lés. La majoria de les abadies de l'orde de Chalais van ser localitzats a les muntanyes. La instal·lació d'una abadia prop de la Mediterrània podria ajudar-los a baixar les seves ovelles a l'hivern a la vall de la Brague. A partir del 1219 van rebre un gran nombre de donacions, i va créixer la comunitat en diversos monestir a molts indrets. L'església podria haver estat construïda a partir del 1199 i ja se'n té constància en un document del 1240. A partir de 1246 el propietari es veié obligat a vendre part de la propietat de l'abadia, dimitir i retirar-se a Lérins.
Els ingressos de l'abadia van esdevenir insuficients. Els successors propietaris van passar per problemes econòmics fins a l'acord del 1304 amb l'abadia de Lérins, beneït el 1338 per la cort papal i que duraria fins al 1788. Durant aquests anys hi va haver moments millors que altres. Tot i que l'acord indica que sempre hi haurà d'haver un prior i dos monjos residint a Vallbona, la devastació causada pels conflictes farà que al segle xv els monjos marxin a Lérins. L'Església tingué usos parroquials fins al segle xvi, fins que es va arruïnar completament. En 1617 el Bisbe assenyala que l'església necessita algunes reparacions i dona l'ordre per fer-les, i el 1669 l'edifici es troba ja en bones condicions. L'estructura patí molts canvis arquitectònics al segle xix i fou restaurada entre 1969 i 1975 gràcies al centre cultural de Valbonne.
És considerat un monument històric des del 1984.